# Abbey Games
Abbey Games is een Nederlands computerspelontwikkelaar gevestigd in Utrecht. Het bedrijf werd in 2012 opgericht en was voorheen onderdeel van de Dutch Game Garden.

## Beschrijving
In 2013 ontwikkelde de studio het spel Reus voor meerdere platforms. In 2023 werd bekend dat het spel een miljoen keer is verkocht en er in 2024 een vervolg kwam.
In november 2019 verkeerde het bedrijf financieel in zwaar weer en moest als gevolg hiervan drastisch inkrimpen. Eind dat jaar werd voor alle medewerkers ontslag aangeboden. De spelstudio ging met alleen de oprichters door als uitgever van computerspellen, en om ondersteuning te blijven bieden aan de reeds ontwikkelde spellen.

## Ontwikkelde spellen
| Release | Titel              | Platform                                      |
| ------- | ------------------ | --------------------------------------------- |
| 2013    | Reus               | Linux, OS X, PlayStation 4, Windows, Xbox One |
| 2015    | Renowned Explorers | Linux, OS X, Windows                          |
| 2019    | Godhood            | Windows                                       |
| 2024    | Reus 2             | Windows                                       |